# Skaun
Skaun és un municipi situat al comtat de Trøndelag, Noruega. Té 7.755 habitants (2016) i té una superfície de 224.17 km².
La ruta europea 539 travessa l'est del municipi. El municipi s'establí l'1 de gener del 1890 amb el nom de Børseskognen, que canvià l'1 de gener de 1965, quan se li posà el nom actual de Skaun.